# Mount Benson, Antarktis
Mount Benson är ett berg i Antarktis. Det ligger i Västantarktis. Chile gör anspråk på området. Toppen på Mount Benson är 2 270 meter över havet.
Terrängen runt Mount Benson är varierad. Trakten är obefolkad. Det finns inga samhällen i närheten. 